# Манстер (Індіана)
Манстер (англ. Munster) — місто (англ. town) в США, в окрузі Лейк штату Індіана. Населення — 23 894 особи (2020).

## Географія
Манстер розташований за координатами 41°32′51″ пн. ш. 87°30′12″ зх. д. / 41.54750° пн. ш. 87.50333° зх. д. (41.547510, -87.503268).  За даними Бюро перепису населення США в 2010 році місто мало площу 19,82 км², з яких 19,61 км² — суходіл та 0,21 км² — водойми.

## Демографія
Згідно з переписом 2010 року, у місті мешкали 23 603 особи в 9015 домогосподарствах у складі 6540 родин. Густота населення становила 1191 особа/км².  Було 9393 помешкання (474/км²).
Расовий склад населення:
| - 85,6 % — білих - 5,8 % — азіатів - 3,5 % — чорних або афроамериканців - 0,2 % — корінних американців - 3,1 % — осіб інших рас |

До двох чи більше рас належало 1,8 %. Частка іспаномовних становила 10,2 % від усіх жителів.
За віковим діапазоном населення розподілялося таким чином: 23,4 % — особи молодші 18 років, 57,9 % — особи у віці 18—64 років, 18,7 % — особи у віці 65 років та старші. Медіана віку мешканця становила 44,8 року. На 100 осіб жіночої статі у місті припадало 92,5 чоловіків;  на 100 жінок у віці від 18 років та старших — 88,5 чоловіків також старших 18 років.
Середній дохід на одне домашнє господарство  становив 95 544 долари США (медіана — 70 503), а середній дохід на одну сім'ю — 112 037 доларів (медіана — 88 560). Медіана доходів становила 68 569 доларів для чоловіків та 47 147 доларів для жінок. За межею бідності перебувало 8,6 % осіб, у тому числі 9,0 % дітей у віці до 18 років та 5,5 % осіб у віці 65 років та старших.
Цивільне працевлаштоване населення становило 10 767 осіб. Основні галузі зайнятості: освіта, охорона здоров'я та соціальна допомога — 27,3 %, роздрібна торгівля — 11,2 %, науковці, спеціалісти, менеджери — 11,2 %.